# Гульва (притока Кодри)
Гульва — річка у Макарівському районі Київської області, права притока Кодри (басейн Дніпра).

## Опис
Довжина річки приблизно 24  км. Формується з багатьох безіменних струмків та 2 водойм.

## Розташування
Бере початок біля озера Потапове на південній стороні від села Ніжиловичі і тече через нього на північний схід. На південній околиці села Забуяння повертає на захід. Тече через селище Кодра і приблизно через 5 км впадає у річку Кодру, праву притоку Тетерева. Річку перетинає автомобільна дорога Т 1015.